# دورس ونابیلی
دورس ونابیلی (انگلیسی: Dors Venabili) نامِ یک رُبات در بنیاد (مجموعه کتاب) از داستان‌های آیزاک آسیموف است.

## شخصیت
دورس ونابیلی در داستانِ سرآغازِ بنیادِ کهکشانی نمودِ بیشتری دارد. او از سویِ ر.دانیل الیواو مأموریت می‌یابد تا از جانِ هری سلدون محافظت کند. هری سلدون در پایانِ کتابِ اول –با آنکه می‌داند دُرس یک ربات است– عاشقِ او می‌شود و با وی ازدواج می‌کند. در نهایت، دورس ونابیلی جانِ خود را برای محافظت از سلدون از دست می‌دهد.